# Lectoure
Lectoure ist eine südfranzösische Stadt und eine Gemeinde (commune) mit etwa 3500 Einwohnern in der Lomagne in der historischen Provinz Gascogne, dem heutigen Département Gers, in der Region Okzitanien. Die Stadt war von der Spätantike bis zum Jahr 1801 Sitz eines Bistums; außerdem lag sie am Jakobsweg (Via Podiensis).

## Lage und Klima
Die oberhalb des Flusses Gers gelegene Stadt liegt etwa 100 km (Fahrtstrecke) nordwestlich von Toulouse bzw. ca. 35 km südlich von Agen in einer Höhe von ca. 165 m. Das Klima ist gemäßigt bis warm und wird sowohl vom ca. 150 km entfernten Atlantik als auch von den Bergen der Pyrenäen beeinflusst; Regen (ca. 650 bis 750 mm/Jahr) fällt überwiegend im Winterhalbjahr.

## Bevölkerungsentwicklung
| Jahr                       | 1800 | 1851 | 1901 | 1954 | 1999 | 2020 |
| Einwohner                  | 5453 | 6225 | 4495 | 4134 | 3933 | 3687 |
| Quellen: Cassini und INSEE |      |      |      |      |      |      |

Der Bevölkerungsrückgang der Kleinstadt beruht im Wesentlichen auf der immer noch anhaltenden Abwanderung von Familien in die größeren Städte („Landflucht“).

## Wirtschaft
In der frühen Neuzeit war Lectoure – wie die ganze Lomagne – ein Zentrum des Handels mit Färberwaid (pastel); in den letzten Jahrzehnte des 20. Jahrhunderts erlebten der Anbau von Waid und das Handwerk des Blaufärbens einen erneuten Aufschwung. Heute gibt es ein Gründerzentrum für Unternehmen, Gaststätten, ein Thermalbad und Industrie-, Handwerks-, Lebensmittel- und Landwirtschaftsbetriebe. Bedeutend ist der Anbau von Melonen, den Melons de Lectoure, und von Knoblauch.

## Geschichte
Dass das Gebiet von Lectoure bereits in prähistorischer Zeit bevölkert war, beweisen Funde aus der Mittelsteinzeit. In den gallo-römischen Ruinen von Lectoure wurden zahlreiche Funde entdeckt, wie Kunstgewerbegegenstände, Brennöfen und Töpfereien, Sarkophage und Altäre. Unter römischen Einfluss trug die Stadt den Namen Lactorates und war Hauptstadt der Provinz Gallia Aquitana. In dieser Zeit bildete sie ein Zentrum des Kybele-Kultes. Die Christianisierung begann im 4. Jahrhundert und im 5. Jahrhundert wurde Lectoure Bischofssitz. Um das 10. Jahrhundert wurde die Stadt von den Westgoten zerstört, aber mit verstärkten Verteidigungsanlagen wieder aufgebaut. Sie lag am Jakobsweg (Via Podiensis) und wurde Hauptstadt der Lomagne (einem Teil der heutigen Gascogne) unter der Herrschaft des Hauses Armagnac. Im Jahr 1473 verteidigte Graf Jean d’Armagnac in den Streitigkeiten um die Erbfolge Lectoure gegen den von Louis XI. gesandten Erzbischof von Albi. Nach langer Belagerung wurde die Stadt eingenommen und geplündert. In den Religionskriegen wurde die Stadt im Jahr 1562 von katholischen Truppen erobert, teilweise zerstört und besetzt. Während des 17. und 18. Jahrhunderts, einer Zeit ohne große militärische Konflikte, entwickelte sich in der Stadt eine bürgerliche Gesellschaft. Im Zuge der Französischen Revolution (1789–1799) wurden in Lectoure eine große Zahl Freiwilliger angeworben. Daneben kamen aus Lectoure der bekannte Marschall Jean Lannes und eine ganze Reihe weiterer Generäle, deren Porträts heute in der Eingangshalle des Rathauses hängen. Im 19. und 20. Jahrhundert erlebte Lectoure wie viele andere französische Kleinstädte einen langsamen Rückgang der Bevölkerung, unterbrochen nur durch den Ersten Weltkrieg und den Zustrom von Flüchtlingen aus dem Elsass zu Beginn des Zweiten Weltkriegs.

## Sehenswürdigkeiten

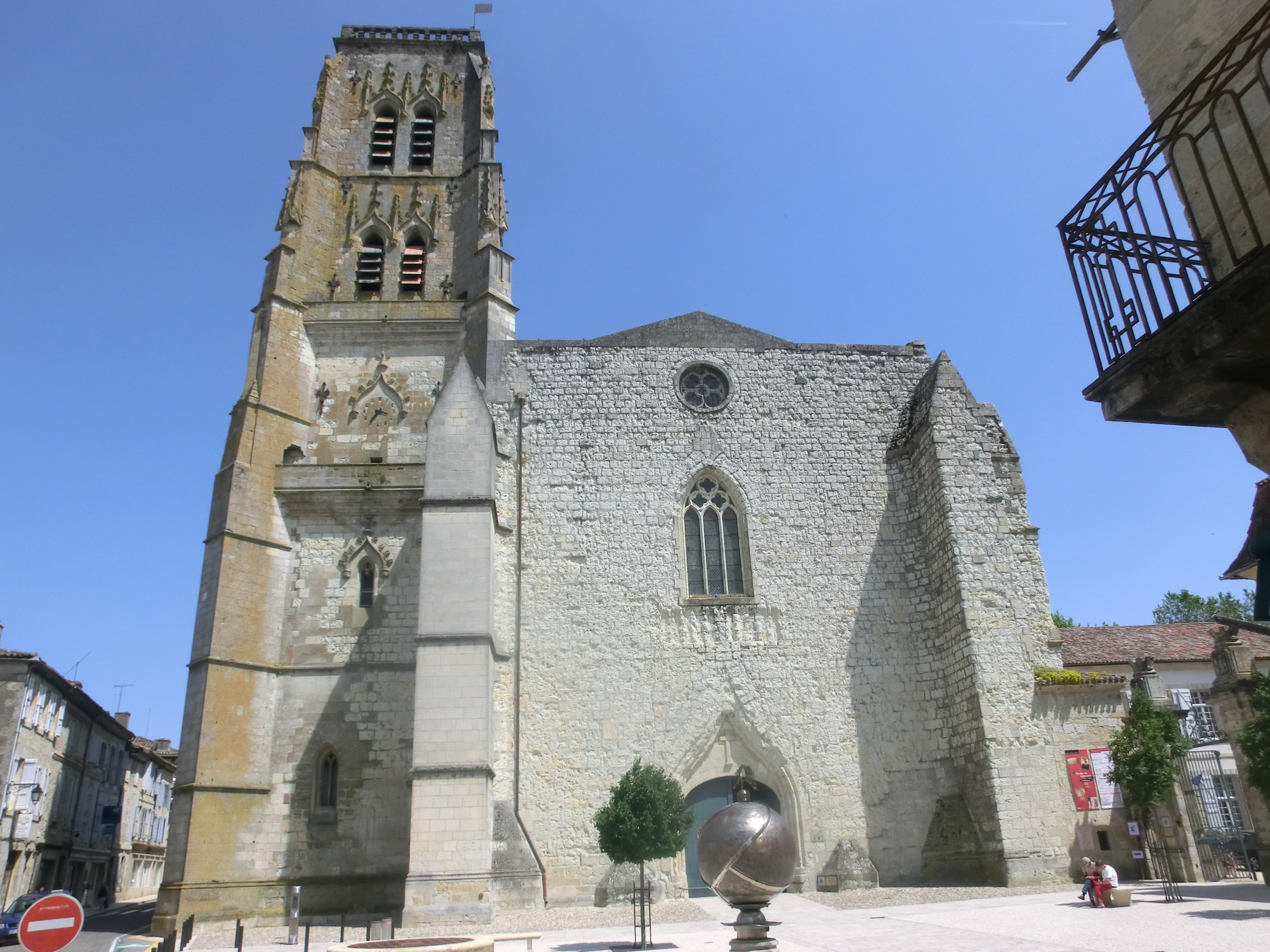
Ehem. Kathedrale von Lectoure

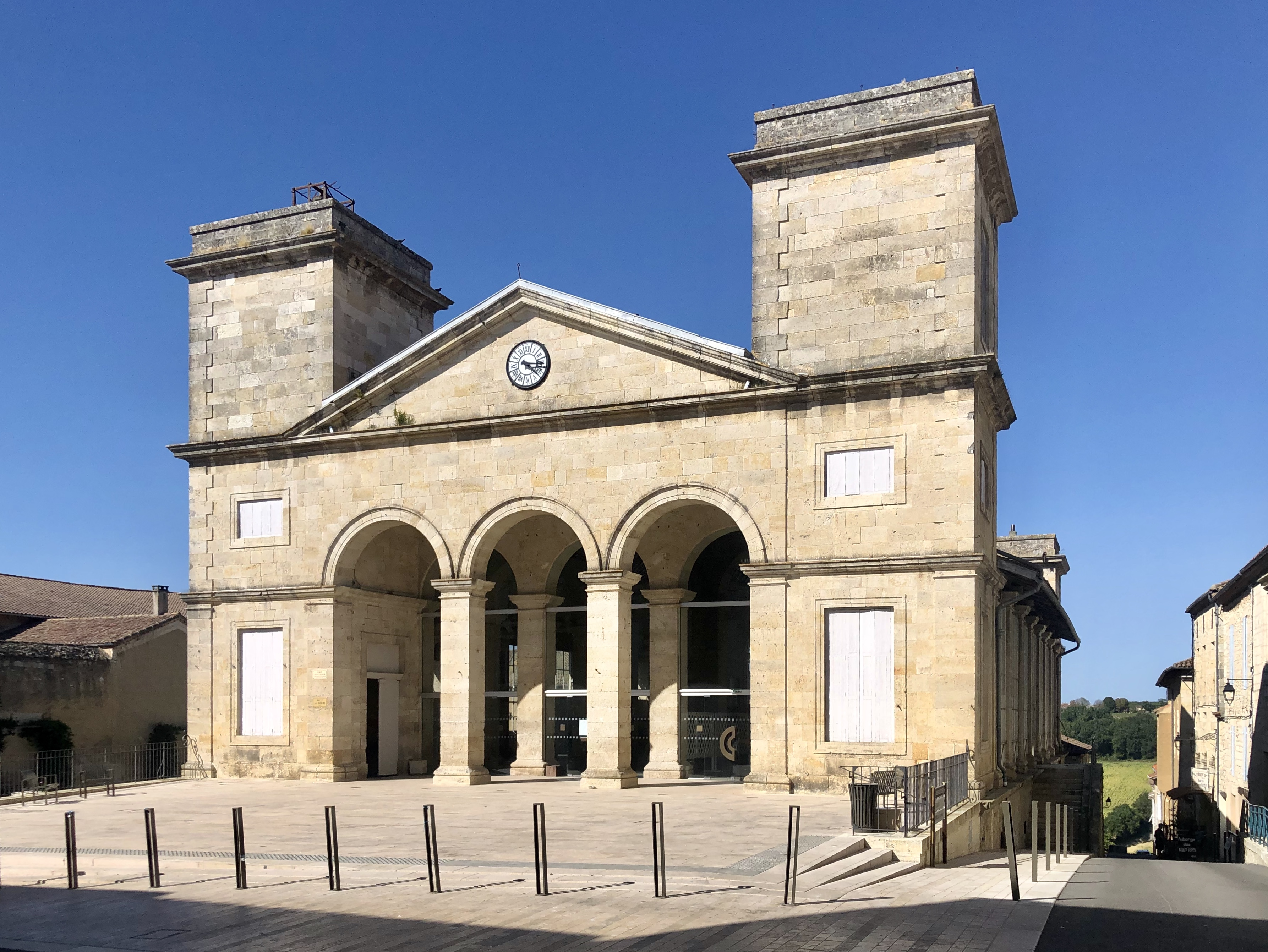
Markthalle

- Altes Zentrum von Lectoure mit malerischen Gassen, gesäumt von Fachwerkhäusern und Villen aus dem 18. Jahrhundert.
- Von der ehemaligen Stadtmauer sind nur Teile erhalten geblieben (Rempart boulevard du Nord)
- Der Diana-Brunnen ist römischen Ursprungs und wurde im 13. Jahrhundert mit drei Bögen eingefasst.
- Das Rathaus wurde zwischen 1676 und 1682 als Palast für den Bischof Hugues de Bar errichtet und wurde als solcher bis zur Französischen Revolution genutzt. Danach war es bis 1926 Sitz der Unterpräfektur. Es beherbergt einen Saal mit von Künstlern gefertigten Porträts aus Lectoure stammenden Persönlichkeiten der Revolution, des Kaiserreiches und des 19. Jahrhunderts. Die bekanntesten sind:
  - Jean Lannes (1769–1809), Marschall unter Napoleon
  - Jean-Baptiste Dupin (1772–1863), französischer General
  - Jacques Gervais, Baron Subervie (1776–1856), Kriegsminister von 25. Februar bis 20. März 1848
  - Auguste Boué de Lapeyrère (1852–1924), Admiral und Minister
- Das Archäologische Museum von Lectoure zeigt Gegenstände der Paläontologie, der Frühgeschichte, sowie aus der gallischen, gallo-römischen und merowingischer Zeit. Es zeigt eine große Sammlung von Sarkophagen und Altären für Stieropfer zur Verehrung von Kybele und Mithras, welche beim Wiederaufbau der Kathedrale 1540 entdeckt wurden.
- Originellstes Bauwerk der Stadt ist die in der ersten Hälfte des 19. Jahrhunderts neu gebaute Markthalle mit ihrer kirchenähnlichen Fassade.[2]
- Die ehemalige Kathedrale St-Gervais-et-St-Protais de Lectoure umfasst Bauabschnitte aus dem 12. bis 18. Jahrhundert. Das ursprünglich romanische Kirchenschiff wurde im Jahr 1325 neu aufgebaut und 15 Jahre später um den Chor ergänzt. Der quadratische Turm wurde im Jahr 1488 von Baumeister Mathieu Reguaneau de Touraine errichtet. Neben Altären und dem Chorgestühl (stalles) aus dem 17. bis 19. Jahrhundert beherbergt die ehemalige Kathedrale die Reliquie des Hl. Clair, Evangelist und erster Bischof von Lectoure.
- Die ehemalige Karmeliten-Kapelle in der Rue Marès 14 ist das einzige Überbleibsel des Karmeliten-Klosters.
- Pfarrkirche Saint-Esprit.
- Die Kapelle Saint-Geny aus dem 17. und 19. Jahrhundert wurde wahrscheinlich an Stelle einer Kapelle eines Klosters aus dem 10. Jahrhundert errichtet. Das Kloster gehörte später zur Abtei von Saint-Pierre de Moissac und dann zum Kloster von Cluny. Heute kann in ihr ein Ikonen-Museum besichtigt werden.

Umgebung
- Die südlich des Ortskerns gelegene ehemalige Königliche Gerberei (Tannerie Royale) ist ein schönes Beispiel für die Industriearchitektur in der Mitte des 18. Jahrhunderts.[3]

## Städtepartnerschaft
- Saint-Louis im Elsass, Frankreich